# George Luz
Pour les articles homonymes, voir Luz.
George Luz (17 juin 1921 à Fall River - 15 octobre 1998 à West Warwick) est un sous-officier de l'US Army. Membre de la Easy Company (101e division aéroportée), il combat avec celle-ci de la Normandie jusqu'à l'Autriche en passant par les Pays-Bas, la Belgique et l'Allemagne. 

## Biographie

### Avant-guerre
Georges Luz naît le 17 juin 1921 à Fall River dans le Massachusetts de parents d'origine portugaise. Il grandit à West Warwick dans le Rhode Island au sein d'une fratrie de dix enfants. Afin de subvenir aux besoins de la famille, il abandonne l'école dès la première année de ses études secondaires pour travailler.

### Seconde Guerre mondiale
Le 25 août 1942, George Luz décide de s'engager dans l'armée. Il est affecté au Camp Toccoa en Géorgie au sein de la Easy Company du 2e bataillon du 506e Régiment d'infanterie parachutée (506th PIR). Après une formation initiale au camp, il subit une formation parachutiste à Fort Benning. Il suit le 506th PIR lorsque celui-ci est envoyé en Angleterre en vue du futur débarquement de Normandie. Il gagne très vite une réputation de boute-en-train au sein de la compagnie, contribuant au maintien du moral de ses camarades,. Lors d'un exercice de combat en Angleterre, alors que le capitaine Sobel qui dirige la compagnie hésite sur la marche à suivre, Luz caché derrière une haie imite le major Horton, commandant du 2e bataillon, incitant Sobel à l'erreur,.
Dans la nuit du 5 au 6 juin 1944, il est parachuté sur le Cotentin avec son régiment et participe à la bataille de Normandie. À bord de l'avion, surchargé par son matériel d'opérateur radio, Luz échange sa place avec le soldat Roy Cobb afin d'être plus près de la portière. Pendant le parachutage, un tir de la flak touche l'appareil et blesse Cobb qui ne peut sauter et participer aux combats en Normandie. Il prend part ensuite à l'opération Market Garden avant de revenir en France, à Mourmelon avec l'ensemble de son régiment pour une période de repos et de réorganisation. En décembre 1944, il suit le régiment en Belgique où vient de débuter la bataille des Ardennes. Lors du siège de Bastogne, dans des conditions extrêmes dues à l'hiver rigoureux et aux incessants bombardements ennemis, les facéties de George Luz vont à nouveau contribuer à maintenir le moral de ses compagnons, bien qu'il vive lui-même des moments difficiles en voyant mourir plusieurs de ses amis, notamment Warren "Skip" Muck et Alex Penkala dont il est témoin direct de la mort après qu'un obus allemand a touché leur trou de combat. Après la bataille des Ardennes et un passage à Haguenau, Luz suit la progression de son unité à travers l'Allemagne. Une fois l'armée allemande rendue, il est en poste en Autriche dans l'attente d'un éventuel déploiement dans le Pacifique. La capitulation du Japon mettant définitivement fin à la guerre, il regagne les États-Unis.

### Après-guerre
De retour en Amérique, Georges Luz s'installe à West Warwick dans l'état de Rhode Island. Marié et père de trois enfants, il reprend ses études là où il les avait arrêtées puis devient consultant en maintenance pour l'entreprise Little Rhodie Machine Shop. Le 15 octobre 1998, alors qu'il travaille sur un séchoir industriel, la machine glisse de son support et tombe sur George Luz qui est tué sur le coup. Il est inhumé au Rhode Island Veterans Memorial Cemetery à Exeter.

## Décorations
|                                                     |  |  |
|                                                     |  |  |
| Arrowhead · Bronze star · Bronze star · Bronze star |  |  |
|                                                     |  |  |
| Bronze oak leaf cluster                             |  |  |

| Combat Infantryman Badge                                                                       |                                                                                                |                            |                            |                          |                          |
| Bronze Star                                                                                    | Bronze Star                                                                                    | Purple Heart               | Purple Heart               | American Campaign Medal  | American Campaign Medal  |
| European-African-Middle Eastern Campaign Medal Avec une pointe de flèche et trois Service star | European-African-Middle Eastern Campaign Medal Avec une pointe de flèche et trois Service star | World War II Victory Medal | World War II Victory Medal | Army of Occupation Medal | Army of Occupation Medal |
| Parachutist Badge Avec deux étoiles                                                            |                                                                                                |                            |                            |                          |                          |
| Presidential Unit Citation Avec une feuille de chêne                                           |                                                                                                |                            |                            |                          |                          |

## Hommages
- George Luz est représenté dans la série Band of Brothers où il est interprété par Rick Gomez. La fiction met notamment en scène l'épisode de l'imitation du major Horton, ainsi que celui de la mort de Muck et Penkala.